# Norwegische Nordische Skimeisterschaft 1997

Norwegischer Skiverbund

Die Norwegischen Nordischen Skimeisterschaften 1997 (norwegisch Norgesmesterskapet på ski 1997) fanden vom 23. bis zum 28. Januar und vom 3. bis zum 6. April 1997 in Mo i Rana statt. Veranstaltet wurde die Meisterschaft von Mo Skilag, Bossmo & Ytteren IL und dem Norges Skiforbund, dem Norwegischen Skiverband. Ausgetragen wurden Meisterschaften im Skilanglauf, im Skispringen und in der Nordischen Kombination. Abweichend vom sonstigen Programm wurde das Springen von der Großschanze am 15. Februar 1997 in Lillehammer abgehalten. Im Skispringen und der Kombination fanden ausschließlich Wettbewerbe bei den Männern statt.

## Nordische Kombination

### Gundersen Normalschanze
Der Einzelwettbewerb in der Nordischen Kombination fand am Samstag, 25. und Sonntag, 26. Januar 1997 in Mo i Rana statt. Den Sprunglauf auf der Fageråsen-Schanze (K 90) gewann Bjarte Engen Vik mit Sprüngen auf 97,5 und 100 Metern. Damit hatte er vor dem 15-Kilometer-Langlauf einen Vorsprung von 1:36 Minuten auf Kristian Hammer. Vik wurde norwegischer Meister.
| Platz | Name                | Verein                | Sprungpunkte | Zielzeit |
| ----- | ------------------- | --------------------- | ------------ | -------- |
| 01.   | Bjarte Engen Vik    | Bardufoss og Omegn IF | 270,0        | 38:21,9  |
| 02.   | Kristian Hammer     | Bardu IL              | 254,0        | +1:15,8  |
| 03.   | Fred Børre Lundberg | Bardu IL              | 246,0        | +1:48,5  |
| 04.   | Trond Einar Elden   | Namdalseid IL         | 237,5        | +2:12,4  |
| 05.   | Bård Jørgen Elden   | Namdalseid IL         | 227,5        | +3:40,8  |
| 06.   | Gard Myhre          | Byåsen IL             | 222,5        | +3:55,6  |
| 07.   | Knut Tore Apeland   | Rein IL               | 223,0        | +4:02,3  |
| 08.   | Jacob Gunnes        | Rennebu IL            | 215,5        | +5:43,0  |
| 09.   | Kenneth Braaten     | Bossmo & Ytteren IL   | 212,0        | +6:03,4  |
| 10.   | Lars Andreas Østvik | Bossmo & Ytteren IL   | 212,5        | +6:04,6  |

### Team Normalschanze
Das Staffelrennen in der Nordischen Kombination fand am Freitag, 4. April 1997 in Mo i Rana statt.
| Platz | Team              | Namen                                                | Sprungpunkte | Zielzeit |
| ----- | ----------------- | ---------------------------------------------------- | ------------ | -------- |
| 01.   | Nord-Trøndelag    | Frode Elden Trond Einar Elden Bård Jørgen Elden      | 633,5        | 37:33,3  |
| 02.   | Troms             | Bjarte Engen Vik Amund Johnsen Fred Børre Lundberg   | 683,0        | +0:35,2  |
| 03.   | Oslo              | Knut Borge Andersen Håvard Grothe Lien Halldor Skard | 723,5        | +0:43,9  |
| 04.   | Sør-Trøndelag     |                                                      | 633,5        | +2:32,5  |
| 05.   | Nordland          |                                                      | 607,5        | +3:04,7  |
| 06.   | Hedmark           |                                                      | 584,5        | +4:32,1  |
| 07.   | Oppland           |                                                      | 604,5        | +6:14,6  |
| 08.   | Sør-Trøndelag II  |                                                      |              | +9:26,4  |
| 09.   | Oslo II           |                                                      | 499,5        | +9:56,3  |
| 10.   | Nord-Trøndelag II |                                                      | 512,0        | +9:58,2  |

## Skilanglauf

### Frauen

#### 5km klassisch
Der Wettbewerb über 5 Kilometer im klassischen Stil fand am Samstag, 25. Januar statt. Es kamen 57 Athletinnen in die Wertung.
| Platz | Name                  | Verein              | Laufzeit | Rückstand |
| ----- | --------------------- | ------------------- | -------- | --------- |
| 01.   | Anita Moen Guidon     | Trysilfjellet SK    | 13:34,0  |           |
| 02.   | Marit Mikkelsplass    | Kjelsås IL          | 13:36,5  | +0:02,5   |
| 03.   | Bente Martinsen       | Nittedal IL         | 13:41,0  | +0:07,0   |
| 04.   | Elin Nilsen           | Bossmo & Ytteren IL | 14:01,3  | +0:27,3   |
| 05.   | Eva Kjerstadmo        | Strindheim IL       | 14:06,3  | +0:32,3   |
| 06.   | Trude Dybendahl Hartz | Kjelsås IL          | 14:07,3  | +0:33,3   |
| 07.   | Maj Helen Sorkmo      | Os IL               | 14:13,9  | +0:39,9   |
| 08.   | Kathrine Rokke        | IL Stjørdal-Blink   | 14:19,9  | +0:45,9   |
| 09.   | Anita Olsen           | Gran IL             | 14:23,2  | +0:49,2   |
| 10.   | Anne Håvi             | Gran IL             | 14:24,7  | +0:50,7   |

#### 10km Freistil Verfolgung
Die Verfolgung über 10 Kilometer Freistil fand am Sonntag, 26. Januar statt. Es kamen 55 Athletinnen in die Wertung.
| Platz | Name                  | Verein              | Laufzeit | Rückstand |
| ----- | --------------------- | ------------------- | -------- | --------- |
| 01.   | Marit Mikkelsplass    | Kjelsås IL          | 39:18,0  |           |
| 02.   | Anita Moen Guidon     | Trysilfjellet SK    | 39:36,8  | +0:18,8   |
| 03.   | Bente Martinsen       | Nittedal IL         | 39:41,8  | +0:23,8   |
| 04.   | Trude Dybendahl Hartz | Kjelsås IL          | 39:42,9  | +0:24,9   |
| 05.   | Elin Nilsen           | Bossmo & Ytteren IL | 39:43,4  | +0:25,4   |
| 06.   | Maj Helen Sorkmo      | Os IL               | 40:48,7  | +1:30,7   |
| 07.   | Eva Kjerstadmo        | Strindheim IL       | 40:50,0  | +1:32,0   |
| 08.   | Guri Knotten          | Byåsen IL           | 41:14,6  | +1:56,6   |
| 09.   | Nina Kemppel          | Kjelsås IL          | 41:16,6  | +1:58,6   |
| 10.   | Cecilie Mjøen         | Nittedal IL         | 41:34,2  | +2:16,2   |

#### 15km Freistil
Das Rennen über 15 Kilometer Freistil fand am Dienstag, 28. Januar statt. Es kamen 41 Athletinnen ins Ziel.
| Platz | Name                  | Verein              | Laufzeit | Rückstand |
| ----- | --------------------- | ------------------- | -------- | --------- |
| 01.   | Elin Nilsen           | Bossmo & Ytteren IL | 46:42,8  |           |
| 02.   | Trude Dybendahl Hartz | Kjelsås IL          | 48:02,8  | +1:20,0   |
| 03.   | Marit Mikkelsplass    | Kjelsås IL          | 48:24,5  | +1:41,7   |
| 04.   | Maj Helen Sorkmo      | Os IL               | 48:52,7  | +2:09,9   |
| 05.   | Eva Kjerstadmo        | Strindheim IL       | 49:44,3  | +3:01,5   |
| 06.   | Bente Martinsen       | Nittedal IL         | 49:46,1  | +3:03,3   |
| 07.   | Anita Olsen           | Gran IL             | 50:00,0  | +3:17,2   |
| 08.   | Hanne Pettersen       | Oldereid IL         | 50:53,7  | +4:10,9   |
| 09.   | Guri Knotten          | Byåsen IL           | 50:54,8  | +4:12,0   |
| 10.   | Cecilie Risvoll       | Fauske IL           | 50:56,3  | +4:13,5   |

#### 30km klassisch Massenstart
Der Massenstart über 30 Kilometer klassisch fand am Sonntag, 6. April statt.
| Platz | Name                  | Verein              | Laufzeit | Rückstand |
| ----- | --------------------- | ------------------- | -------- | --------- |
| 01.   | Bente Martinsen       | Nittedal IL         | 1:30:10  |           |
| 02.   | Eva Kjerstadmo        | Strindheim IL       | 1:30:19  | +0:09     |
| 03.   | Maj Helen Sorkmo      | Os IL               | 1:30:34  | +0:24     |
| 04.   | Elin Nilsen           | Bossmo & Ytteren IL | 1:30:46  | +0:36     |
| 05.   | Kathrine Rokke        | IL Stjørdal-Blink   | 1:30:54  | +0:44     |
| 06.   | Marit Mikkelsplass    | Kjelsås IL          | 1:31:08  | +0:58     |
| 07.   | Hilde Glomsås         | Bærums Værk IF      | 1:31:18  | +1:08     |
| 08.   | Trude Dybendahl Hartz | Kjelsås IL          | 1:31:34  | +1:24     |
| 09.   | Anita Olsen           | Gran IL             | 1:31:42  | +1:32     |
| 10.   | Hilde G. Pedersen     | Hamar SK            | 1:31:53  | +1:43     |

#### 3×5km Vereinsstaffel
Die Vereinsstaffel über 3 × 5 Kilometer fand am Samstag, 5. April statt.
| Platz | Verein              | Namen                                                | Laufzeit | Rückstand |
| ----- | ------------------- | ---------------------------------------------------- | -------- | --------- |
| 01.   | Kjelsås IL          | Astrid Ruud Marit Mikkelsplass Trude Dybendahl Hartz | 43:20    |           |
| 02.   | Nittedal IL         | Bente Martinsen Cecilie Mjøen Elin Bakk Anthonsen    | 44:16    | +0:56     |
| 03.   | Bossmo & Ytteren IL | Marianne Dahlmo Elin Nilsen Marit Elveos             | 44:50    | +1:30     |
| 04.   | Byåsen IL           | Line Selnes Kristin Gisvold Guri Knotten             | 44:54    | +1:34     |
| 05.   | Strindheim IL       | Marit Fenstad Eva Kjerstadmo Kari Uglem              | 45:11    | +1:51     |

### Männer

#### 10km klassisch
Der Wettbewerb über 10 Kilometer im klassischen Stil fand am Samstag, 25. Januar statt. Es kamen 139 Athleten in die Wertung.
| Platz | Name                   | Verein              | Laufzeit | Rückstand |
| ----- | ---------------------- | ------------------- | -------- | --------- |
| 01.   | Sture Sivertsen        | Leirådal IL         | 26:12,6  |           |
| 02.   | Øyvind Skaanes         | Strindheim IL       | 26:18,3  | +0:05,7   |
| 03.   | Thomas Alsgaard        | Eidsvold Værk SK    | 26:24,6  | +0:12,0   |
| 04.   | Krister Sørgård        | Kirkenes & Omegn SK | 26:30,6  | +0:18,0   |
| 05.   | Frode Estil            | Byåsen IL           | 26:31,8  | +0:19,2   |
| 06.   | Kristen Skjeldal       | Bulken IL           | 26:33,4  | +0:20,8   |
| 07.   | Odd-Bjørn Hjelmeset    | Fjellhug/Vereide IL | 26:33,6  | +0:21,0   |
| 08.   | Karl Gunnar Skjønsfell | Nordreisa IL        | 26:42,9  | +0:30,3   |
| 09.   | Øyvind Mobakken        | Nannestad SK        | 26:43,3  | +0:30,7   |
| 10.   | Erling Jevne           | Øyer-Tretten IF     | 26:46,3  | +0:33,7   |

#### 15km Freistil Verfolgung
Die Verfolgung über 15 Kilometer Freistil fand am Sonntag, 26. Januar statt. Es kamen 128 Athleten in die Wertung. Letzter wurde Christopher Rolfe aus Neuseeland mit einem Rückstand von über vierzehn Minuten.
| Platz | Name                | Verein              | Laufzeit  | Rückstand |
| ----- | ------------------- | ------------------- | --------- | --------- |
| 01.   | Thomas Alsgaard     | Eidsvold Værk SK    | 1:01:27,8 |           |
| 02.   | Kristen Skjeldal    | Bulken IL           | 1:01:28,7 | +0:00,9   |
| 03.   | Odd-Bjørn Hjelmeset | Fjellhug/Vereide IL | 1:01:35,2 | +0:07,4   |
| 04.   | Øyvind Skaanes      | Strindheim IL       | 1:01:36,4 | +0:08,6   |
| 05.   | Anders Eide         | Snåsa IL            | 1:01:39,0 | +0:11,2   |
| 06.   | Frode Estil         | Byåsen IL           | 1:01:41,5 | +0:13,7   |
| 07.   | Sture Sivertsen     | Leirådal IL         | 1:01:42,9 | +0:15,1   |
| 08.   | Krister Sørgård     | Kirkenes & Omegn SK | 1:01:48,5 | +0:20,7   |
| 09.   | Tor Arne Hetland    | IL Varden           | 1:02:20,9 | +0:53,1   |
| 10.   | Vegard Ulvang       | Kirkenes & Omegn SK | 1:02:23,5 | +0:55,7   |

#### 30km Freistil
Das Rennen über 30 Kilometer Freistil fand am Dienstag, 28. Januar statt. Es kamen 102 Athleten in die Wertung.
| Platz | Name             | Verein              | Laufzeit  | Rückstand |
| ----- | ---------------- | ------------------- | --------- | --------- |
| 01.   | Thomas Alsgaard  | Eidsvold Værk SK    | 1:19:12,5 |           |
| 02.   | Vegard Ulvang    | Kirkenes & Omegn SK | 1:19:57,9 | +0:45,4   |
| 03.   | Egil Kristiansen | Lillehammer SK      | 1:20:16,4 | +1:03,9   |
| 04.   | Krister Sørgård  | Kirkenes & Omegn SK | 1:20:42,0 | +1:29,5   |
| 05.   | Øystein Rønbek   | Nordreisa IL        | 1:20:46,1 | +1:33,6   |
| 06.   | Frode Jermstad   | Henning IL          | 1:21:06,9 | +1:54,4   |
| 07.   | Sture Sivertsen  | Leirådal IL         | 1:21:13,3 | +2:00,8   |
| 08.   | Anders Aukland   | Oseberg SL          | 1:21:38,3 | +2:25,8   |
| 09.   | Håvard Solbakken | Tromsdalen UIL      | 1:21:42,4 | +2:29,9   |
| 10.   | Øyvind Mobakken  | Nannestad SK        | 1:21:49,0 | +2:36,5   |

#### 50km klassisch Massenstart
Der Massenstart über 50 Kilometer klassisch fand am Sonntag, 6. April statt.
| Platz | Name                | Verein              | Laufzeit | Rückstand |
| ----- | ------------------- | ------------------- | -------- | --------- |
| 01.   | Kristen Skjeldal    | Bulken IL           | 2:07:01  |           |
| 02.   | Erling Jevne        | Øyer-Tretten IF     | 2:07:04  | +0:03     |
| 03.   | Øyvind Mobakken     | Nannestad SK        | 2:07:26  | +0:25     |
| 04.   | Sture Sivertsen     | Leirådal IL         | 2:07:47  | +0:46     |
| 05.   | Odd-Bjørn Hjelmeset | Fjellhug/Vereide IL | 2:09:31  | +2:30     |
| 06.   | Anders Aukland      | Oseberg SL          | 2:09:32  | +2:31     |
| 07.   | Tore Olsen          | Nordreisa IL        | 2:09:31  | +3:11     |
| 08.   | Arnstein Aas        | Bulken IL           | 2:11:59  | +4:58     |
| 09.   | Espen Bjervig       | Oseberg SL          | 2:12:13  | +5:12     |
| 10.   | Øystein Rønbek      | Nordreisa IL        | 2:12:20  | +5:19     |

#### 3×10km Vereinsstaffel
Die Vereinsstaffel über 3 × 10 Kilometer fand am Samstag, 5. April statt.
| Platz | Verein        | Namen                                               | Laufzeit | Rückstand |
| ----- | ------------- | --------------------------------------------------- | -------- | --------- |
| 01.   | Bulken IL     | Gudmund Skjeldal Arnstein Aas Kristen Skjeldal      | 1:15:27  |           |
| 02.   | Isfjorden IL  | Håvard Bjerkeli Trond Einar Elden Bård Jørgen Elden | 1:16:04  | +0:37     |
| 03.   | Henning SL    | Tor Arne Brevik Morten Brørs Frode Jermstad         | 1:16:44  | +1:17     |
| 04.   | Kjelsås IL    | Bjørn Kristiansen Ragnar Hagen Jon Olaf Bergersen   | 1:16:45  | +1:18     |
| 05.   | Strindheim IL | Øyvind Skaanes Per Jacobsen Trond Flagstad          | 1:17:04  | +1:37     |

## Skispringen

### Normalschanze
Der Wettbewerb von der Normalschanze fand am Samstag, 5. April von der Fageråsen-Schanze in Mo i Rana statt.
| Platz | Name               | Verein                | Weite 1 | Weite 2 | Punkte |
| ----- | ------------------ | --------------------- | ------- | ------- | ------ |
| 01.   | Espen Bredesen     | Oppsal IF             | 092,0 m | 100,0 m | 260,0  |
| 02.   | Arve Vorvik        | Byåsen IL             | 093,5 m | 099,0 m | 259,0  |
| 03.   | Sturle Holseter    | Vikersund IF          | 094,0 m | 100,5 m | 258,0  |
| 04.   | Svein Otto Solberg | NTG Bærum             | 092,0 m | 098,5 m | 254,0  |
| 04.   | Roar Ljøkelsøy     | Orkdal IL             | 092,5 m | 096,5 m | 254,0  |
| 06.   | Stein Henrik Tuff  | Selsbakk IF           | 091,5 m | 095,5 m | 248,0  |
| 06.   | Wilhelm Brenna     | Magnor UL             | 093,0 m | 097,0 m | 248,0  |
| 08.   | Kent Johanssen     | Bækkelagets SK        | 093,0 m | 095,5 m | 247,5  |
| 09.   | Lasse Ottesen      | Aurskog-Finstadbru SK | 093,5 m | 096,5 m | 245,0  |
| 10.   | Simen Berntsen     | Spydeberg IL          | 092,0 m | 094,5 m | 244,5  |

### Großschanze
Der Wettbewerb von der Großschanze fand am Samstag, 15. Februar vom Lysgårdsbakken in Lillehammer statt.
| Platz | Name               | Verein                | Weite 1 | Weite 2 | Punkte |
| ----- | ------------------ | --------------------- | ------- | ------- | ------ |
| 01.   | Lasse Ottesen      | Aurskog-Finstadbru SK | 124,5 m | 129,5 m | 255,7  |
| 02.   | Espen Bredesen     | Oppsal IF             | 125,5 m | 126,0 m | 254,7  |
| 03.   | Håvard Lie         | Byåsen IL             | 123,0 m | 130,5 m | 254,3  |
| 04.   | Henning Stensrud   | Hurdal IL             | 121,0 m | 126,0 m | 244,6  |
| 05.   | Kent Johanssen     | Bækkelagets SK        | 122,0 m | 125,5 m | 244,0  |
| 06.   | Tommy Ingebrigtsen | Byåsen IL             | 121,0 m | 125,0 m | 242,3  |
| 07.   | Simen Berntsen     | Spydeberg IL          | 118,0 m | 124,5 m | 237,0  |
| 08.   | Arve Vorvik        | Byåsen IL             | 116,5 m | 124,5 m | 233,3  |
| 09.   | Sturle Holseter    | Vikersund IF          | 116,5 m | 122,5 m | 232,2  |
| 10.   | Svein Otto Solberg | NTG Bærum             | 116,0 m | 122,5 m | 231,3  |

### Team Normalschanze
Das Teamspringen fand am Freitag, 4. April 1997 in Mo i Rana statt.
| Platz | Team           | Namen                                                        | Punkte |
| ----- | -------------- | ------------------------------------------------------------ | ------ |
| 01.   | Sør-Trøndelag  | Roar Ljøkelsøy Håvard Lie Stein Henrik Tuff Arve Vorvik      | 1011,5 |
| 02.   | Oslo           | Henning Wold Egil Grønn Kent Johanssen Espen Bredesen        | 0983,0 |
| 03.   | Buskerud       | Ole Vegard Knive Sigurd Pettersen Frode Håre Sturle Holseter | 0981,5 |
| 04.   | Akershus       |                                                              | 0965,5 |
| 05.   | Hedmark        |                                                              | 0952,0 |
| 06.   | Østfold        |                                                              | 0909,5 |
| 07.   | Nordland       |                                                              | 0879,5 |
| 08.   | Oppland        |                                                              | 0854,5 |
| 09.   | Nord-Trøndelag |                                                              | 0741,0 |
| 10.   | Hordaland      |                                                              | 0687,5 |